# Stazione di Shin-Maruko
La stazione di Shin-Maruko (新丸子駅?, Shin-Maruko-eki) è una stazione ferroviaria di Kawasaki, nella prefettura di Kanagawa che si trova nel quartiere di Nakahara-ku ed è servita dalle linee ● Tōyoko, ● e Meguro  della Tōkyū Corporation.

## Linee
Tōkyū Corporation
● Linea Tōkyū Tōyoko
● Linea Tōkyū Meguro

## Struttura
La stazione è costituita da quattro binari passanti in viadotto, con i due più esterni per la linea Tōyoko, e i due interni per la linea Meguro. Sono presenti due marciapiedi a isola.
| 1 | ● Linea Tōyoko |  | per Musashi-Kosugi, Yokohama e, via linea Minatomirai, Motomachi-Chūkagai                                                                 |
| 2 | ● Linea Meguro |  | per Musashi-Kosugi e Hiyoshi |
| 3 | ● Linea Meguro |  | per Ōokayama e, via linea Namboku, Akabane-Iwabuchi, via ferrovia Rapida di Saitama, Urawa-Misono e, via linea Mita, Nishi-Takashimadaira |
| 4 | ● Linea Tōyoko |  | per Jiyūgaoka, Shibuya e, via linea Fukutoshin, Ikebukuro, via linea Seibu Ikebukuro, Tokorozawa e, via linea Tōbu Tōjō, Kawagoeshi       |

## Stazioni adiacenti
| «                                 | Servizio           | »                  |
| Linea Tōkyū Tōyoko                | Linea Tōkyū Tōyoko | Linea Tōkyū Tōyoko |
| --------------------------------- | ------------------ | ------------------ |
| Tamagawa                          | Locale             | Musashi-Kosugi     |
| Tutti gli altri treni non fermano |                    |                    |
| Linea Tōkyū Meguro                |                    |                    |
| Tamagawa                          | Locale             | Musashi-Kosugi     |
| Tutti gli altri treni non fermano |                    |                    |